# Mecinus collaris
Mecinus collaris é uma espécie de insetos coleópteros polífagos pertencente à família Curculionidae.
A autoridade científica da espécie é Germar, tendo sido descrita no ano de 1821.
Trata-se de uma espécie presente no território português.